# گروسنویهاوزن
گروسنویهاوزن (به آلمانی: Großneuhausen) یک شهر در آلمان است که در زومردا واقع شده‌است. گروسنویهاوزن ۷۶۰ نفر جمعیت دارد.